# Club Llevant
El Club Llevant d'Artà fou un grup cultural del municipi artanenc fundat el 22 d'octubre de 1967, que va dinamitzar el poble a finals dels anys 60 i la dècada dels 70, aglutinant les persones amb més inquietuds i promocionant les arts plàstiques, el teatre, la música, la literatura, el coneixement i la promoció de la llengua catalana, l'excursionisme i els esports minoritaris, i que va ser l'embrió de moltes posteriors iniciatives ciutadanes.
La seva primera seu fou a una de les sales del Centre Social d'Artà i tenia prop d'un centenar de socis (74 socis fundadors) que pagaven 100 pessetes per la inscripció i 15 pessetes mensuals de cuota.
Disposava de diverses seccions, de les quals, cada una tenia un vocal a la junta directiva com Arts Plàstiques, Biblioteca, Cinema, Esports, Excursions, Gestoria, Música, Premsa, Teatre i Secció infantil.
El gener de 1968 va muntar i estrenar la seva primera obra teatral. "El bosc de la Senyora Avia". Comencà també a organitzar excursions, com per exemple a la Talaia Freda i Talaia Morella. Creà el primer concurs local de fotografia artística.
La revista local Bellpuig anava publicant des del seu naixement les notícies de les obres teatrals, exposicions o els actes diversos que organitzava. Tot i que, a partir del número publicat de gener de 1969, la revista inclogué el "Butlletí Informatiu del Club Llevant" en les seves dues darreres pàgines.

## Presidents
- Miquel Pastor Vaquer (22 d'octubre de 1967- 23 de febrer de 1971)
- Jeroni Cantó Servera (21 de març de 1971-15 de desembre de 1972)[5][6]
- Jaume Morey Sureda (15 de desembre de 1972-9 de desembre del 1973)
- Jaume Casellas Flaquer (9 de desembre del 1973-6 de setembre de 1974)[7]
- Junta gestora presidida per Climent Obrador Servera (6 de setembre de 1974-29 de novembre de 1974)[8]
- Antonio Esteva Sullá (29 de novembre de 1974-maig de 1976)[9]
- Miquel Morey (maig de 1976-maig de 1978)
- Junta gestora presidida per Serafí Guiscafrè (maig de 1978-gener de 1980)
- Guillem Bisquerra Ferragut (President-Secretari) (gener de 1980-1988)[10]